# Radikal 86

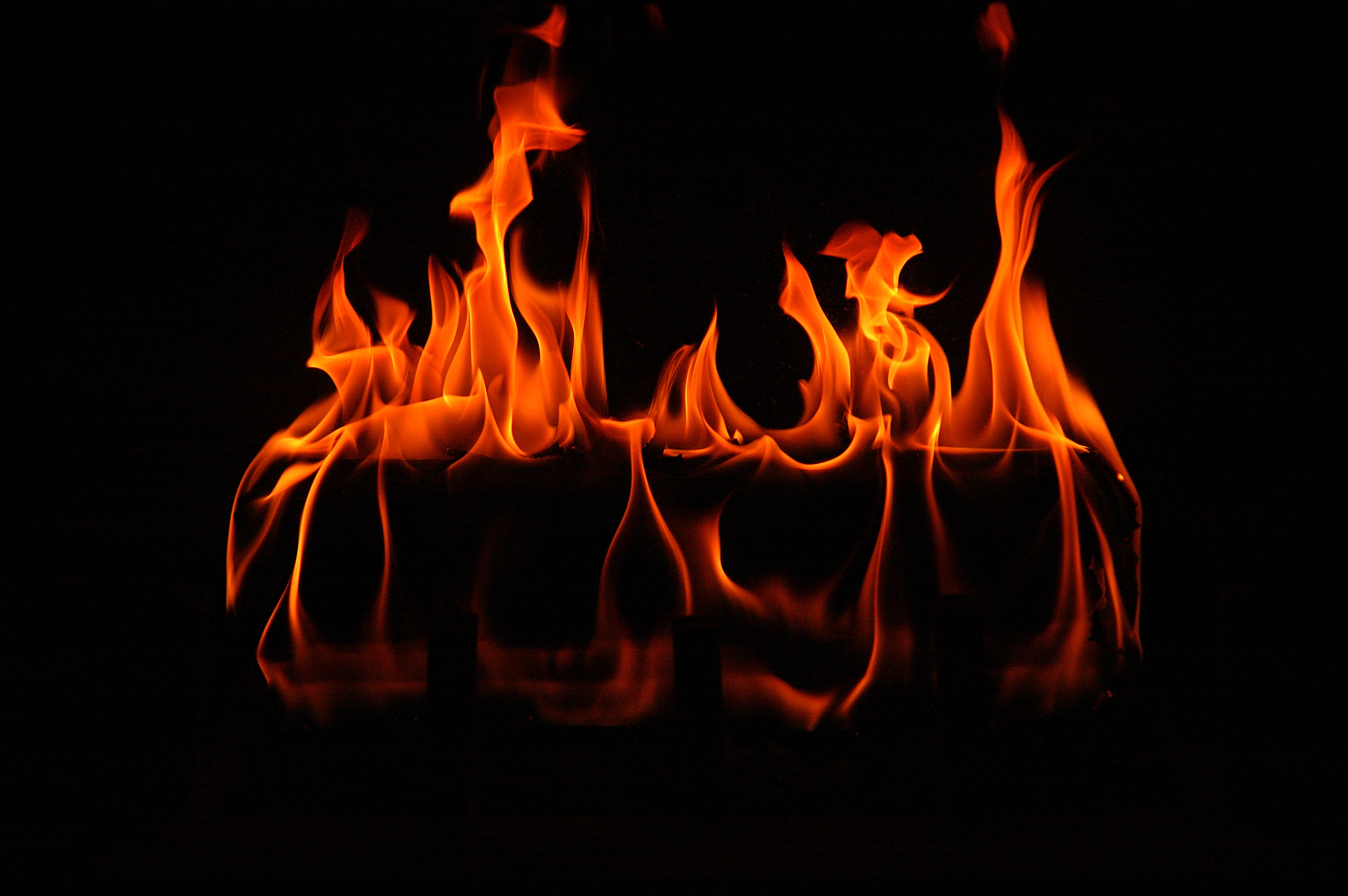
Feuer

Radikal 86 mit der Bedeutung „Feuer“ ist eines von 34 der 214 traditionellen Radikale der chinesischen Schrift, die mit vier Strichen geschrieben werden.
Mit 154 Zeichenverbindungen in Mathews’ Chinese-English Dictionary gibt es sehr viele Schriftzeichen, die unter diesem Radikal im Lexikon zu finden sind.
Radikal 86 steht in direkter Nachbarschaft von Radikal 85 水 (= Wasser), mit dem es auch rein optisch Ähnlichkeiten hat.
Das Schriftzeichen entwickelte sich aus der bildlichen Darstellung eines nach oben lodernden Feuers, die Schreibvariante mit den vier Punkten 灬 (steht immer unten) hingegen aus der Asche, die vom Feuer übrig bleibt.

Eine der vielen Schriftzeichenverbindungen des Zeichens 灬 mit weiteren acht Strichen ist die Negation 無, die wiederum mit 无, eigentlich Radikal 71, als Kurzzeichen substituiert werden kann.

## Schriftzeichenverbindungen, die vom Radikal 86 regiert werden
| Striche | Zeichen                                                                                            |
| ------- | -------------------------------------------------------------------------------------------------- |
| +0      | 火 灬                                                                                              |
| +01     | 灭                                                                                                 |
| +02     | 灮灯灰灱灲灳                                                                                       |
| +03     | 灴灵灶灷灸灹灺灻灼災灾灿炀                                                                         |
| +04     | 炁炂炃炄炅炆炇炈炉炊炋炌炍炎炏炐炑炒炓炔炕炖炗炘炙炚炛炜炝炞                                       |
| +05     | 炟炠炡炢炣炤炥炦炧炨炩炪炫炬炭炮炯炰炱炲炳炴炵炶炷炸点為炻炼炽炾炿烀烁烂烃                         |
| +06     | 烄烅烆烇烈烉烊烋烌烍烎烏烐烑烒烓烔烕烖烗烘烙烚烛烜烝烞烟烠烡烢烣烤烥烦烧烨烩烪烫烬热烮             |
| +07     | 烯烰烱烲烳烴烵烶烷烸烹烺烻烼烽烾烿焀焁焂焃焄焅焆焇焈焉焊焋焌焍焎焏焐焑焒焓焔焕焖焗焘               |
| +08     | 焙焚焛焜焝焞焟焠無焢焣焤焥焦焧焨焩焪焫焬焭焮焯焰焱焲焳焴焵然焷焸焹焺焻焼焽焾焿煀煁煂煃煄煅煈煉煜煮 |
| +09     | 煆煇煊煋煌煍煎煏煐煑煒煓煔煕煖煗煘煙煚煝煞煟煠煡煢煣煤煥煦照煨煩煪煫煬煭煯煰煱煲煳煴煵煶煷煸煺熙   |
| +10     | 煹煻煼煽煾煿熀熁熂熃熄熅熆熇熈熉熊熋熌熍熎熏熐熑熒熓熔熕熖熗熘                                     |
| +11     | 熚熛熜熝熞熟熠熡熢熣熤熥熦熧熨熩熪熫熬熭熮熯熰熱熲熳熴熵                                           |
| +12     | 熶熷熸熹熺熻熼熽熾熿燀燁燂燃燄燅燆燇燈燉燊燋燌燍燎燏燐燑燒燓燔燕燖燗燘燙燚燛燜燝燞                 |
| +13     | 營燠燡燢燣燤燥燦燧燨燩燪燫燬燭燮燯燰燱燲燳燴燵燶燷                                                 |
| +14     | 燸燹燺燻燼燽燾燿爀爁爂爃                                                                           |
| +15     | 爄爅爆爇爈爉爊爋爌爍爎爕                                                                           |
| +16     | 爏爐爑爒爓爔爖爗爘                                                                                 |
| +17     | 爙爚爛                                                                                             |
| +18     | 爜爝爞爟爠                                                                                         |
| +19     | 爡爢                                                                                               |
| +20     | 爣                                                                                                 |
| +21     | 爤爥爦                                                                                             |
| +24     | 爧                                                                                                 |
| +25     | 爨                                                                                                 |
| +29     | 爩                                                                                                 |

 Im Unicodeblock Kangxi-Radikale ist das Radikal 86 unter der Codepointnummer 12.117 (U+2F55) codiert.